# Dorothy Dell
Dorothy Dell Goff (* 30. Januar 1915 in Hattiesburg, Mississippi; † 8. Juni 1934 in Altadena, Kalifornien) war eine US-amerikanische Schauspielerin und Sängerin, die von 1932 bis zu ihrem Unfalltod im Juni 1934 in insgesamt vier Kinofilmen mitspielte.

## Leben

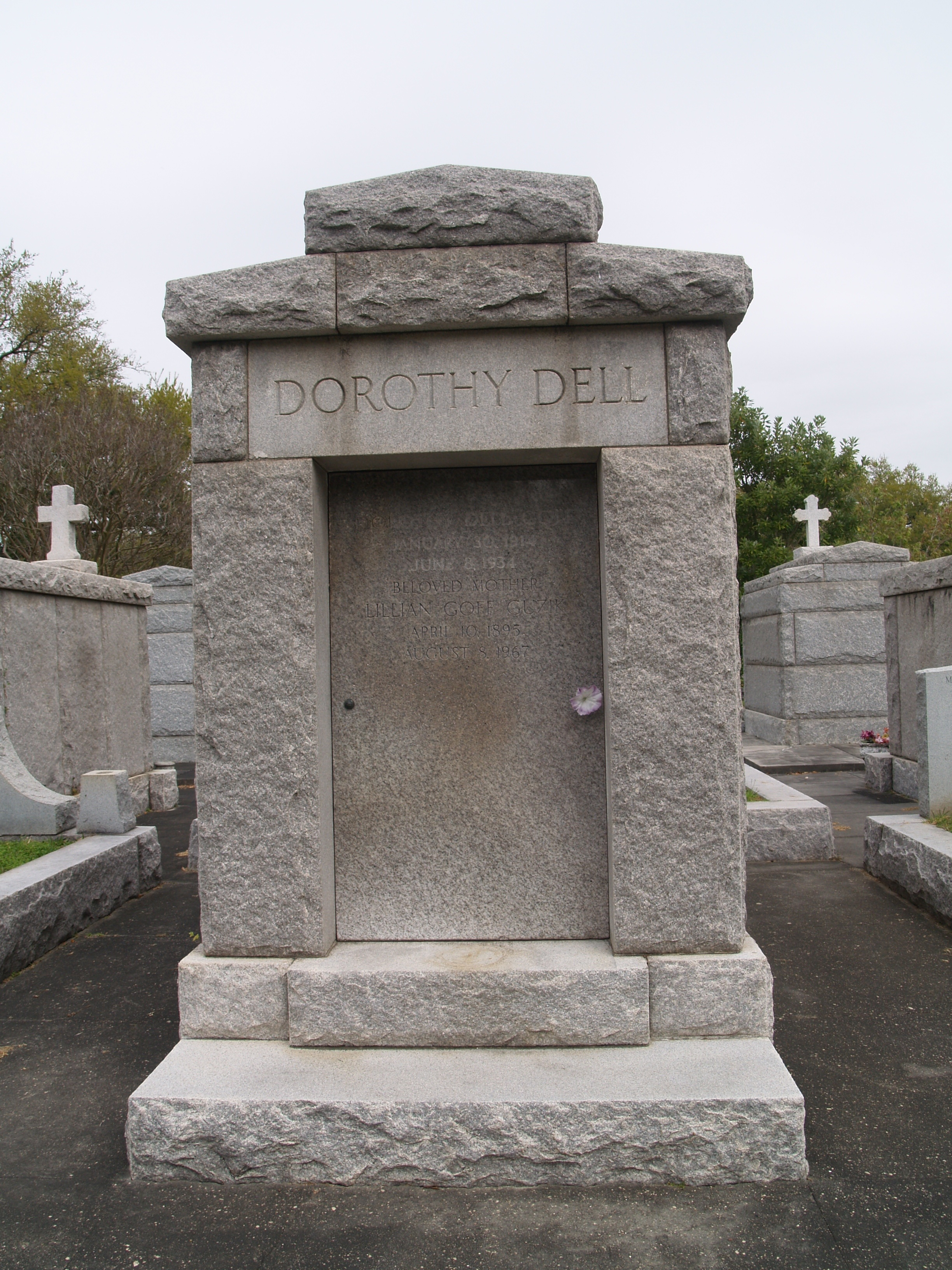
Grab von Dorothy Dell

Dorothy Dell Goff wurde als einziges Kind von Elbert und Lillian Dell Goff am 30. Januar 1915 in Hattiesburg geboren. Im Alter von 13 Jahren zog sie mit ihren als Unterhaltungskünstler tätigen Eltern nach New Orleans, wo sie an Schönheitswettbewerben teilnahm. 1930 gewann sie im Alter von 15 Jahren die Wahl zur Miss New Orleans. Noch im selben Jahr gewann sie außerdem den International Pageant of Pulchritude. Anschließend trat sie erfolgreich in Vaudeville-Stücken auf, ehe sie 1931 nach New York zog.
Während eines Auftritts auf einer Benefizveranstaltung wurde Dell von Florenz Ziegfeld junior entdeckt, der sie für Auftritte bei den Ziegfeld Follies am Broadway engagieren ließ. 1933 folgte eine Rolle im Stück Tattle Tales, das ebenfalls am Broadway aufgeführt wurde. Bereits ein Jahr zuvor hatte Dell eine Nebenrolle im Kurzfilm Passing the Buck.
Während ihrer Zeit am Broadway lernte Dorothy Dell den damals weitaus bekannteren Sänger und Schauspieler Russ Columbo kennen. Die Beziehung endete jedoch nach mehreren Scheinbeziehungen mit bekannten Filmstars, die von Columbos damaligen Manager Con Conrad arrangiert wurden.
Im Dezember 1933 zog Dorothy Dell nach Hollywood, wo sie einen Vertrag bei Paramount Pictures unterschrieb. 1934 bekam sie ihre erste größere Filmrolle an der Seite von Victor McLaglen in Wharf Angel und wurde dabei etablierten Schauspielerinnen wie Mae Clarke und Isabel Jewell vorgezogen, die sich ebenfalls für ihre Rolle beworben hatten. Noch im selben Jahr spielte sie außerdem in Little Miss Marker an der Seite von Shirley Temple und in Shoot the Works neben Mae West mit.
Am 8. Juni 1934 befand sich Dorothy Dell mit einem Freund, dem 38 Jahre alten Carl Wagner auf einer Ausflugsfahrt nach Altadena, um sich von den Strapazen vom Dreh von Shoot the Works zu erholen und sich mit Wagners Mutter zu treffen. Auf der Heimfahrt kam Wagner aus ungeklärten Gründen von der Straße ab. Der Wagen kollidierte mit einer Telefonzelle und einer Palme, ehe er an einem Felsen zum Stehen kam. Dorothy Dell starb noch an der Unfallstelle, Carl Wagner sechs Stunden später in einem Krankenhaus. 
Dell wurde auf dem Metairie Cemetery in New Orleans bestattet. Ihre Szenen in Shoot the Works waren zum Zeitpunkt ihres Todes bereits abgedreht, die Premiere des Films fand jedoch erst knapp einen Monat später am 29. Juni 1934 statt.
Ursprünglich war Dorothy Dell für eine Rolle im Film Now and Forever an der Seite von Gary Cooper und Shirley Temple vorgesehen, jedoch starb sie noch vor Beginn der Dreharbeiten. Ihre Rolle wurde stattdessen mit Carole Lombard besetzt.
Einen Tag vor ihrem tödlichen Autounfall soll Dorothy Dell den Tod ihrer Schauspielkollegen Lilyan Tashman und Lew Cody mit den Worten „The old theatre tradition says death strikes in threes. I wonder who'll be next?“ (deutsch: „Die alte Theatertradition sagt der Tod schlägt immer dreimal zu. Ich frage mich, wer der nächste sein wird?“) kommentiert haben.

## Filmografie
- 1932: Passing the Buck (Kurzfilm)
- 1934: Wharf Angel
- 1934: Die Glückspuppe (Little Miss Marker)
- 1934: Shoot the Works